# Александер Скашгорд
Александер Юган Ялмар Скашгорд або Александр Скарсгард (швед. Alexander Johan Hjalmar Skarsgård, швед. вимова: [ˈskɑːʂɡoːɖ]; нар. 25 серпня 1976, Стокгольм, Швеція) — шведський актор, режисер, сценарист.

## Біографія
Александер Скашгорд народився 25 серпня 1976 року в Стокгольмі. Його мати — Мю Ґюнтер (My Guenther) — лікар, а батько — шведський актор Стеллан Скашгорд. В Александера є чотири рідних брата — Ґустаф (1980, актор), Сем (1982), Білл (1990), Вальтер (1995), сестра Еія (1992) і зведений брат по батьківській лінії Оссіан (2009).
Зніматися в кіно Александер почав у віці 8 років. Його першою роботою стала кінострічка «Оке та його світ». 1989 року актор зрозумів, що не прагне до зіркового життя, до постійної уваги папараці та перехожих на вулиці. Тому він захотів вивчати архітектуру в Стокгольмі. У цей момент він тимчасово припиняє свою акторську роботу.
Через декілька років Скашґорд вступив до коледжу за напрямом політології. По навчанню, у віці 19 років, пішов на службу в Королівську морську піхоту. Більше року прослужив в антитерористичному підрозділі берегової артилерії Стокгольмського архіпелагу.
Розмірковуючи над своїм життям на службі, Александер вирішує знову зайнятися акторською роботою. 1996 року залишає Швецію та їде до Англії, де вступає до Міського університету Лідса на напрямок «англійська мова». 1997 року переїздить до Нью-Йорку, де відвідує курси акторської майстерності у Marymount Manhattan College.
Через шість місяців обставини змушують актора повернутися на батьківщину. Так Александер вирішує залишитися в Швеції, де отримує ролі в кіно і на телебаченні.
З 2009 зустрічався з американською актрисою і моделлю Кейт Босуорт, але наприкінці липня 2011 року стало відомо, що вони розлучилися.
20 липня 2011 він закінчив навчання в університеті Лідса і отримав ступінь доктора мистецтв.

## Кар'єра

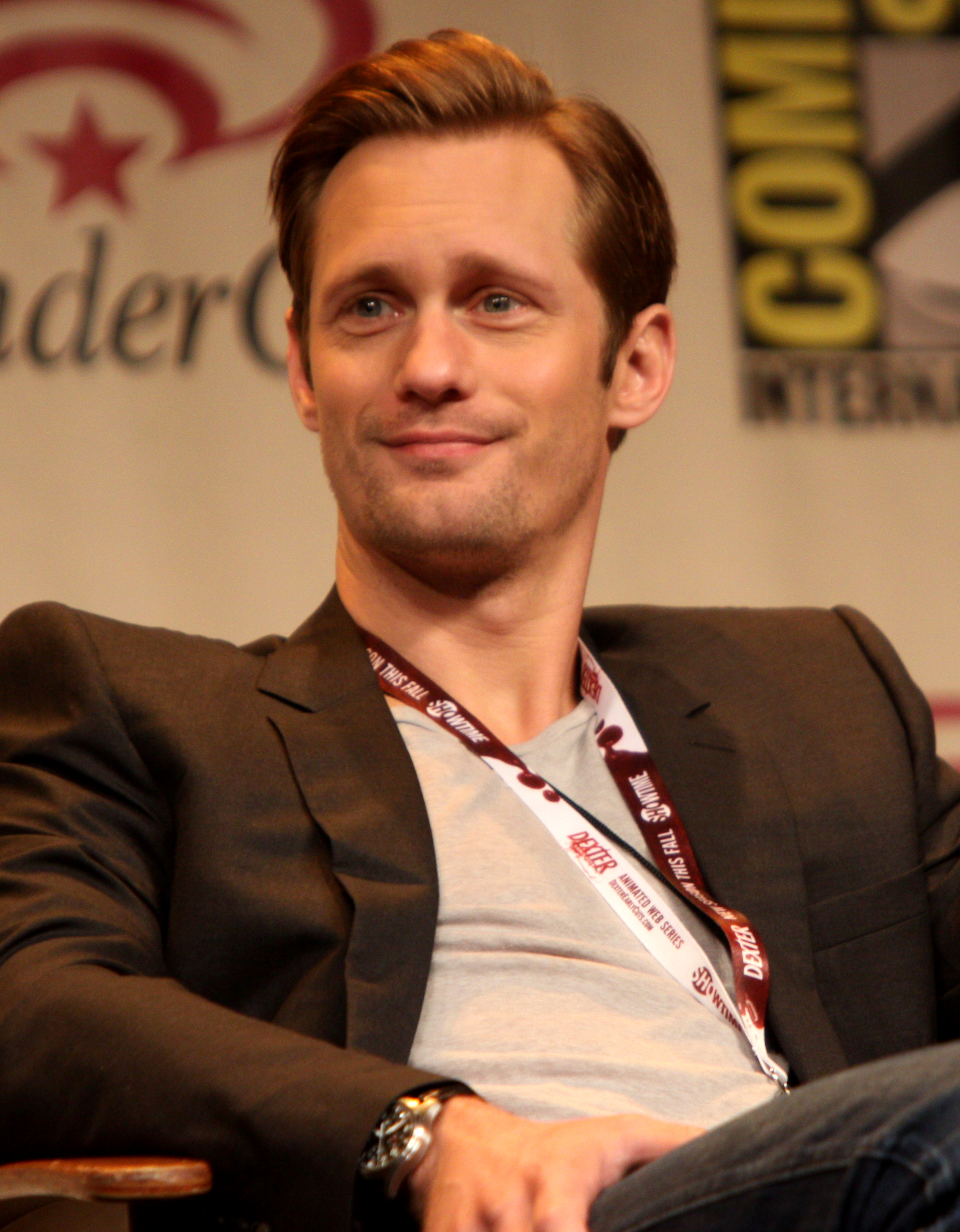
Скашгорд в березні 2012 року

Скашгорд брав участь в декількох шведських телевізійних серіалах і фільмах. У 2003 році він був номінований на «Золотого жука» (офіційну шведську премію в області кіномистецтва) за найкращу чоловічу роль другого плану у фільмі «Собачий Метод».
Голлівудський дебют актора відбувся в 2001 році в комедії «Зразковий самець», де він зіграв фотомодель-ідіота — сусіда персонажа Бена Стіллера.
У 2005 році Скашґорд зіграв одну з головних ролей у шведській кінодрамі Отмана Каріма «Про Сару» (Om Sara). На XXVIII Московському міжнародному кінофестивалі (2006) цей фільм отримав головний приз — «Золотого святого Георгія».
Після його робіт 2005 року в серіалі «Одкровення» і фільмі «Остання висадка» він починає брати участь і в міжнародних постановках. У 2007 році він зіграв одну з головних ролей в серіалі «Покоління вбивць».
Починаючи з 2008 року, Александер Скашґорд знімається в серіалі HBO «Справжня кров», серіалі, знятому Аланом Боллом, творцем серіалу «Клієнт завжди мертвий». Скашґорд грає вампіра Еріка Нортмана, власника вампірського бару Fangtasia.
У 2009 році Александер знявся в кліпі Lady Gaga на пісню «Paparazzi», також він озвучив одного з героїв мультфільму «Метропо». Також 2009 року вийшов художній фільм з його участю в жанрі мок'юментарі «Beyond the Pole».

## Фільмографія

### Фільми
| Рік  |   | Українська назва     | Оригінальна назва       | Роль                   |
| ---- | - | -------------------- | ----------------------- | ---------------------- |
| 1984 | ф | Оке та його світ     | Åke och hans värld      | Калле                  |
| 1989 | ф |                      | The Dog That Smiled     | Джоджо                 |
| 1999 | ф |                      | Happy End               | Бамсе Вікторссон       |
| 2000 | ф |                      | The Diver               | Інгмар                 |
| 2000 | ф | Лють білої води      | Järngänget              | Андерс                 |
| 2000 | ф |                      | Wings of Glass          | Йохан                  |
| 2001 | ф |                      | Kites Over Helsinki     | Робін Острем           |
| 2001 | ф | Зразковий самець     | Zoolander               | Мікус                  |
| 2002 | ф |                      | The Dog Trick           | Робінзон-Мікке         |
| 2003 | ф |                      | To Kill a Child         | чоловік                |
| 2005 | ф | Про Сару             | Om Sara                 | Калле                  |
| 2006 | ф | Остання висадка      | The Last Drop           | лейтенант Юрген Воллер |
| 2006 | ф |                      | Exit                    | Фабіан фон Клеркінг    |
| 2007 | ф |                      | Järnets änglar          | Стефан                 |
| 2009 | ф | Метропія             | Metropia                | Стефан Юнг             |
| 2010 | ф |                      | Puss                    | Алекс                  |
| 2010 | ф | 13                   | 13                      | Джек                   |
| 2011 | ф | Солом'яні пси        | Straw Dogs              | Чарлі Веннер           |
| 2011 | ф | Меланхолія           | Melancholia             | Майкл                  |
| 2012 | ф | Морський бій         | Battleship              | Командор Стон Хоппер   |
| 2012 | ф |                      | What Maisie Knew        | Лінкольн               |
| 2012 | ф | Роз'єднання          | Disconnect              | Дерек Галл             |
| 2013 | ф | Схід                 | The East                | Бенджі                 |
| 2014 | ф | Посвячений           | The Giver               | батько Джонаса         |
| 2015 | ф | Зачаївшись           | Hidden                  | Рей                    |
| 2016 | ф | Зразковий самець 2   | Zoolander 2             | Адам                   |
| 2016 | ф | Війна з усіма        | War on Everyone         | Террі Монро            |
| 2016 | ф | Легенда про Тарзана  | The Legend of Tarzan    | Тарзан                 |
| 2018 | ф | Німий                | Mute                    | Лео Байлер             |
| 2018 | ф | Операція «Колібрі»   | The Hummingbird Project | Антон Залеський        |
| 2018 | ф |                      | Hold the Dark           | Вернон Слоун           |
| 2019 | ф | Наслідки             | The Aftermath           | Стефан Лаберт          |
| 2019 | ф | Божевільна парочка   | Long Shot               | Джеймс Стюард          |
| 2019 | ф |                      | The Kill Team           | Сержант Дікс           |
| 2021 | ф | Поміжжя              | Passing                 | Джон                   |
| 2021 | ф | Ґодзілла проти Конга | Godzilla vs. Kong       | Натан Лінд             |
| 2022 | ф | Варяг                | The Northman            | Амлет                  |
| 2023 | ф | Безмежний басейн     | Infinity Pool           | Джеймс                 |
| 2023 | ф |                      | Eric Larue              | Рон ЛаРу               |
| 2023 | ф | Лі                   | Lee                     | Роланд Пенроуз         |
| 2025 | ф | Попіл                | Pillion                 | Рей                    |

### Телебачення
| Рік       |    | Українська назва          | Оригінальна назва                    | Роль                                                       |
| --------- | -- | ------------------------- | ------------------------------------ | ---------------------------------------------------------- |
| 1987      | тф |                           | Idag röd                             | Фред                                                       |
| 1999      | с  |                           | Vita lögner                          | Маркус Енглунд (10 епізодів)                               |
| 2005      | с  |                           | Revelations                          | Гуннар Еклінд (1 епізод)                                   |
| 2008      | с  | Покоління вбивць          | Generation Kill                      | сержант Бред Колберт (7 епізодів)                          |
| 2008—2014 | с  | Справжня кров             | True Blood                           | Ерік Нортман (76 епізодів)                                 |
| 2017—2019 | с  | Велика маленька брехня    | Big Little Lies                      | Перрі Райт (14 епізодів)                                   |
| 2018      | с  | П'яна історія             | Drunk History                        | Джеймс Данн (Епізод: "Heroines")                           |
| 2018—2018 | с  | Маленька барабанщиця      | The Little Drummer Girl              | Гаді Беккер (6 епізодів)                                   |
| 2019      | с  |                           | On Becoming a God in Central Florida | Тревіс Стаббс (Епізод: "The Stinker Thinker")              |
| 2020—2021 | с  | Протистояння              | The Stand                            | Рендалл Флегг (8 епізодів)                                 |
| 2021—2023 | с  | Спадщина                  | Succession                           | Лукас Матссон (6 епізодів)                                 |
| 2022      | с  | Атланта                   | Atlanta                              | у ролі самого себе (Епізод: "Tarrare")                     |
| 2022      | с  | Королівство               | Riget                                | шведський адвокат (2 епізоди)                              |
| 2022      | с  |                           | Documentary Now!                     | Райнер Вольц (Епізоди: "Soldier of Illusion, Parts 1 & 2") |
| 2024      | с  | Містер і місіс Сміт       | Mr. & Mrs. Smith                     | інший Джон (Епізод: "First Date")                          |
| 2024      | с  | Чим ми займаємося в тінях | What We Do in the Shadows            | вампір (Епізод: "Come Out and Play")                       |
| 2025      | с  | Вбивцебот                 | Murderbot                            | Вбивцебот                                                  |